# René Domingo
René Domingo (Sourcieux-les-Mines, 28 dicembre 1928 – Clermont-Ferrand, 13 giugno 2013) è stato un calciatore francese, di ruolo centrocampista.

## Carriera

### Club
Dal 1949 al 1964 ha giocato tra prima e seconda serie francese nel Saint-Etienne.

### Nazionale
Ha collezionato una presenza con la propria nazionale.

## Statistiche

### Cronologia presenze e reti in nazionale
| Cronologia completa delle presenze e delle reti in nazionale ― Francia | Cronologia completa delle presenze e delle reti in nazionale ― Francia | Cronologia completa delle presenze e delle reti in nazionale ― Francia | Cronologia completa delle presenze e delle reti in nazionale ― Francia | Cronologia completa delle presenze e delle reti in nazionale ― Francia | Cronologia completa delle presenze e delle reti in nazionale ― Francia | Cronologia completa delle presenze e delle reti in nazionale ― Francia | Cronologia completa delle presenze e delle reti in nazionale ― Francia |
| Data                                                                   | Città                                                                  | In casa                                                                | Risultato                                                              | Ospiti                                                                 | Competizione                                                           | Reti                                                                   | Note                                                                   |
| ---------------------------------------------------------------------- | ---------------------------------------------------------------------- | ---------------------------------------------------------------------- | ---------------------------------------------------------------------- | ---------------------------------------------------------------------- | ---------------------------------------------------------------------- | ---------------------------------------------------------------------- | ---------------------------------------------------------------------- |
| 27-11-1957                                                             | Londra                                                                 | Inghilterra                                                            | 4 – 0                                                                  | Francia                                                                | Amichevole                                                             | -                                                                      |                                                                        |
| Totale                                                                 |                                                                        | Presenze                                                               | 1                                                                      |                                                                        | Reti                                                                   | 0                                                                      |                                                                        |

## Palmarès

### Competizioni nazionali
- Ligue 1: 2

Saint-Étienne:1956-57, 1963-64
- Coppa di Francia: 1

Saint-Étienne: 1961-62